# 諸井健夫
諸井 健夫（もろい たけお、1968年1月 - ） は、日本の物理学者。専攻は素粒子論、宇宙論。東京大学大学院理学系研究科教授。

## 人物・経歴
宮城県出身。1986年宮城県仙台第二高等学校卒業。1990年東北大学理学部物理学科卒業。1992年東北大学大学院理学研究科修士課程修了。1995年東北大学大学院理学研究科博士課程修了、博士 (理学)、日本学術振興会特別研究員 (高エネルギー加速器研究機構）、カリフォルニア大学ローレンス・バークレー国立研究所博士研究員。1998年プリンストン高等研究所博士研究員。2000年東北大学大学院理学研究科助教授。2007年東北大学大学院理学研究科准教授。同年西宮湯川記念賞受賞。2010年東京大学大学院理学系研究科物理学専攻教授。2014年湯川記念財団・木村利栄理論物理学賞受賞。素粒子論、素粒子論的宇宙論専攻。